# Iso-elektrisch punt
Het iso-elektrisch punt (pI of IEP) is de pH waarbij een molecuul geen netto elektrische lading draagt. Vooral bij aminozuren en eiwitten is dit een belangrijke grootheid.
Bij een aminozuur zonder proton-uitwisselende residuen (met dus enkel de typische amine- en carboxyl-groep) wordt de pI berekend op basis van het gemiddelde van de pKz's:
{\displaystyle pI={{\ pK_{1}+pK_{2}} \over 2}}
Voor aminozuren met meerdere ioniseerbare groepen (bijvoorbeeld lysine) kan deze formule toegepast worden op de pKa's van de groepen die een proton-uitwisseling verwijderd zijn van de neutrale vorm.
De lading van een eiwit wordt bepaald door de omgevings-pH:
- is de omgevings-pH lager (zuurder; meer H+) dan de pI van het eiwit, dan draagt het eiwit een netto positieve lading.
- is de pH hoger (basischer) dan de pI, dan draagt het een netto negatieve lading.

## Toepassingen
- Scheiding op basis van iso-elektrisch punt wordt iso-elektrisch focussen genoemd (bijvoorbeeld: eiwitten). Een pH-gradiënt, in combinatie met een elektrisch veld, bepaalt het gedrag van de eiwitten; ze zullen migreren tot ze bij de pH-zone overeenkomstig hun pI terechtkomen. Bevinden de moleculen zich in een omgeving met een pH die lager is dan pI (de moleculen zijn positief) dan gaan ze naar de negatieve elektrode. Is de pH groter dan pI dan gaan de moleculen naar de positieve elektrode.
- Bij gel-elektroforese wordt het migratiegedrag van de eiwitten bepaald door de buffer-pH: die bepaalt of ze naar de positieve, of juist naar de negatieve elektrode zullen gaan.

## Afleiding van de formule
Bij de volgende beschrijving wordt verwezen naar aminozuren omdat dit de bekendste groep stoffen vormt waarbij het iso-elektrisch punt belangrijk is. Voor het afleiden van de formule voor het berekenen van de pI zijn de volgende punten belangrijk:
1. Dé lading van een aminozuur bestaat niet. In een oplossing zullen er altijd aminozuur-moleculen zijn die positief geladen zijn, moleculen die per saldo neutraal zijn, en moleculen die negatief geladen zijn.
2. Het iso-elektrisch punt is de pH waarbij de gewogen som van de ladingen nul is. Met het vorige punt erbij wil dat dus zeggen dat het aantal deeltjes met een positieve lading even groot is als dat met een negatieve lading. Over het aantal neutrale deeltjes hoeven we niets te zeggen, want dat draagt niet bij aan de lading.
3. Elk van de twee groepen in het aminozuur heeft zijn eigen manier van reageren op de veranderende pH, zijn eigen Kz. Voor het carbonzuur is dat ongeveer 10−4 , voor de aminogroep ongeveer 10−9 . De groepen reageren onafhankelijk van elkaar op de pH
4. Als de pH gelijk is aan de pKz van de betreffende groep is de helft in de geprotoneerde vorm, de andere helft heeft zijn proton afgestaan. Als de pH één eenheid lager is dan de pKz dan is de verhouding 90:10 in het voordeel van de geprotoneerde vorm, twee eenheden lager betekent 99:1 in het voordeel van de geprotoneerde vorm. Voor hogere pH-waarden geldt hetzelfde met betrekking tot de gedeprotoneerde vorm.
5. Voor de bepaling van het iso-elektrisch punt zijn alleen de twee ionistatiestappen belangrijk die van het neutrale deeltje naar een positief of juist negatief deeltje leiden. Voor het derde proton dat uitgewisseld kan worden, zit je dan vaak in het kleiner dan 1% gebied wat zijn concentratie betreft. Deze stap mag dan verwaarloosd worden.

De volgende twee Kz waarden gelden voor aminozuren, de eerste beschrijft het ioniseren van de zuurgroep, de tweede het verlies van een proton door de aminogroep:
{\displaystyle K_{z1}={\frac {[^{-}OOCCHRNH_{3}^{+}]*[H^{+}]}{[HOOCCHRNH_{3}^{+}]}}}
{\displaystyle K_{z2}={\frac {[^{-}OOCCHRNH_{2}]*[H^{+}]}{[^{-}OOCCHRNH_{3}^{+}]}}}
In beide vergelijkingen kan de concentratie van het zwitterion geïsoleerd worden. Dit levert respectievelijk:
{\displaystyle [^{-}OOCCHRNH_{3}^{+}]={\frac {K_{z1}*[HOOCCHRNH_{3}^{+}]}{[H^{+}]}}}
{\displaystyle [^{-}OOCCHRNH_{3}^{+}]={\frac {[^{-}OOCCHRNH_{2}]*[H^{+}]}{K_{z2}}}}
De verschillende componenten zitten in één oplossing, dus is de zwitterionconcentratie in beide uitdrukkingen gelijk. De delen van de vergelijkingen rechts van het gelijkteken zijn dan ook aan elkaar gelijk, wat resulteert in:
{\displaystyle {\frac {K_{z1}*[HOOCCHRNH_{3}^{+}]}{[H^{+}]}}={\frac {[^{-}OOCCHRNH_{2}]*[H^{+}]}{K_{z2}}}}
Herschrijven van deze uitdrukking naar een vorm met alle concentraties rechts en de constanten links levert:
{\displaystyle K_{z1}*K_{z2}={\frac {[^{-}OOCCHRNH_{2}]*[H^{+}]^{2}}{[HOOCCHRNH_{3}^{+}]}}}
Vervolgens bedenken we dat in het iso-elektrisch punt de twee geladen aminozuurvormen een gelijke concentratie moeten hebben. De ene concentratie staat in de teller van de breuk, de andere in de noemer. De twee concentraties kunnen dus tegen elkaar weggedeeld worden. De volgende vorm blijft staan:
{\displaystyle K_{z1}*K_{z2}=[H^{+}]^{2}}
Schrijven we deze vorm in zijn log-vorm dan vinden we:
{\displaystyle \log {K_{z1}}+\log {K_{z2}}=2*\log[H^{+}]}
Links en rechts door −2 delen levert:
{\displaystyle {\frac {-\log {K_{z1}}-\log {K_{z2}}}{2}}=-\log[H^{+}]}
welke vorm met pH = -log([H+]) en pKz = -log(Kz) overgaat in:
{\displaystyle {\frac {pK_{z1}+pK_{z2}}{2}}=pH=pI}